# Дольський заказник
Дольський — лісовий заказник місцевого значення. Об'єкт розташований на території Любешівського району Волинської області, ДП «Любешівське ЛМГ», Дольське лісництво, квартал 4, виділ 32, квартал 7, виділи 29, 31, 32, квартал 8, виділ 7, квартал 14, виділи 34, 35, 37, квартал 16, виділ 35, квартал 17, виділ 40, квартал 18, виділи 10, 11.
Площа — 73,6 га, статус отриманий у 2003 році. Входить до складу  національного природного парку «Прип'ять-Стохід» та до Смарагдової мережі Європи.
Охороняються вільхово-березові та соснові лісові насадження з ділянками токовищ глушців (Tetrao urogallus), занесених до Червоної книги України та міжнародних червоних списків. У заказнику зростають численні зарості журавлини болотної (Vaccinium oxycoccos). Трапляються рідкісні види рослин -  зозулині черевички справжні (Cypripedium calceolus), плаун річний (Lycopodium annotinum) та тварин - лелека чорний (Ciconia nigra), занесені в Червону книгу України.